# 中缢虫科
中缢虫科（学名：Mesodiniidae）是盘变形目下的一个科。

## 下属分类
本科包括以下属：
- Askenasia Blochmann, 1895
- Cyclotrichium
- 中缢虫属 Mesodinium von Stein
- Pelagovasicola Yankovskij, 1980
- Rhabdoaskenasia Krainer & Foissner, 1990